# Pero coronata
Pero coronata là một loài bướm đêm trong họ Geometridae.